# Havinck (film)
Havinck is een Nederlandse film uit 1987 van Frans Weisz met in de hoofdrollen Willem Nijholt en Will van Kralingen.
Het script van Ger Thijs is gebaseerd op de gelijknamige debuutroman uit 1984 van Marja Brouwers.
De film werd door de kritiek zeer goed ontvangen, maar was geen groot commercieel succes. Dit kwam deels door de distributie. De film draaide aanvankelijk in bioscoop Calypso in Amsterdam, een theater met 500 stoelen. Zonder goede reden, want de zaal was steeds redelijk goed bezet, werd Havinck na twee weken overgeplaatst naar het uitdraaitheater De Uitkijk (170 stoelen). De makers vroegen een spoedarbitrage over de overplaatsing aan bij de Nederlandse Bond van Bioscoop- en Filmondernemingen. Maar die arbitrage had weinig resultaat. De film kreeg de status van arthousefilm.

## Verhaal
De Amsterdamse advocaat Havinck gaat het voor de wind. Hij is succesvol en heeft een geslaagd huwelijk met een mooie dochter. Vriend en vijand vinden wel dat de advocaat de indruk geeft onbewogen door het leven te gaan.
Dan komt er een wending in Havincks leven. Zijn vrouw verongelukt, maar haar dood lijkt eerder een zelfmoord dan een ongeluk. Dit wordt helemaal duidelijk als de dochter van Havinck, Eva, de afscheidsbrief van haar moeder vindt. Ze beseft dat haar moeder zich van het leven heeft beroofd en confronteert haar vader met de brief. Er vallen harde woorden over het huwelijk dat in plaats van succesvol te zijn, volkomen is mislukt door de ontrouw van Havinck. Hij blijkt er een minnares op na te houden en heeft zijn dochter nooit genoeg aandacht gegeven. Ook zijn andere dochter, Lydia, heeft zelfmoord gepleegd, iets waar Havinck zich wel schuldig over voelt.
Na de confrontatie raakt Havinck in een emotionele crisis. Met veel moeite herstelt hij zich en is in staat weer een goede band op te bouwen met Eva.

## Rolverdeling
| Acteur                | Personage                  |
| --------------------- | -------------------------- |
| Willem Nijholt        | Advocaat Havinck           |
| Will van Kralingen    | Lydia Havinck (zijn vrouw) |
| Anne Martien Lousberg | Eva (dochter)              |
| Carolien van den Berg | Maud                       |
| Maarten Wansink       | Greve                      |
| Coen Flink            | Bork                       |
| Max Croiset           | vader Lydia                |
| Dora van der Groen    | moeder Lydia)              |
| Kenneth Herdigein     | Kenneth                    |
| Eric van Heyst        | Noordwal                   |
| Ella van Drumpt       | secretaresse Havinck       |
| Lieneke le Roux       | secretaresse Bork          |
| Lex de Regt           | rechercheur                |
| Dorijn Curvers        | agente                     |
| Han Kerckhoffs        | agent                      |
| Ger Thijs             | reclasseringsambtenaar     |
| Raffles Dawson        | Dennis                     |
| Janine Versluys       | mevr. Bork                 |

## Achtergrond
Voor de hoofdrol van advocaat Havinck werd Huub Stapel door Frans Weisz gevraagd. Maar Stapel voelde zich te jong voor het personage, waarna de vooral in theaterkringen bekende Willem Nijholt de rol op zich nam.

## Muziek
In de film komen de volgende nummers voor:
- "True Love" (Cole Porter)
- "Baby Love" (I.H. Dozier/ B. Holland/E. Holland)
- "Gimmie Love" (Arthur Ebeling)
- "Dies Irae" (uit het Messa da Requiem van Giuseppe Verdi)
- "Mazurk" (Louis Moreau Gottschalk)

## Prijzen
- Op het Nederlands Filmfestival 1987 kreeg Willem Nijholt een Gouden Kalf in de categorie Beste Acteur. Frans Weisz werd onderscheiden met de prijs van de Nederlandse Filmcritici, terwijl actrice Will van Kralingen een speciale juryprijs kreeg.
- De film werd geselecteerd voor de officiële competitie van het Festival van Cannes